# Heinrich III. (Kärnten)

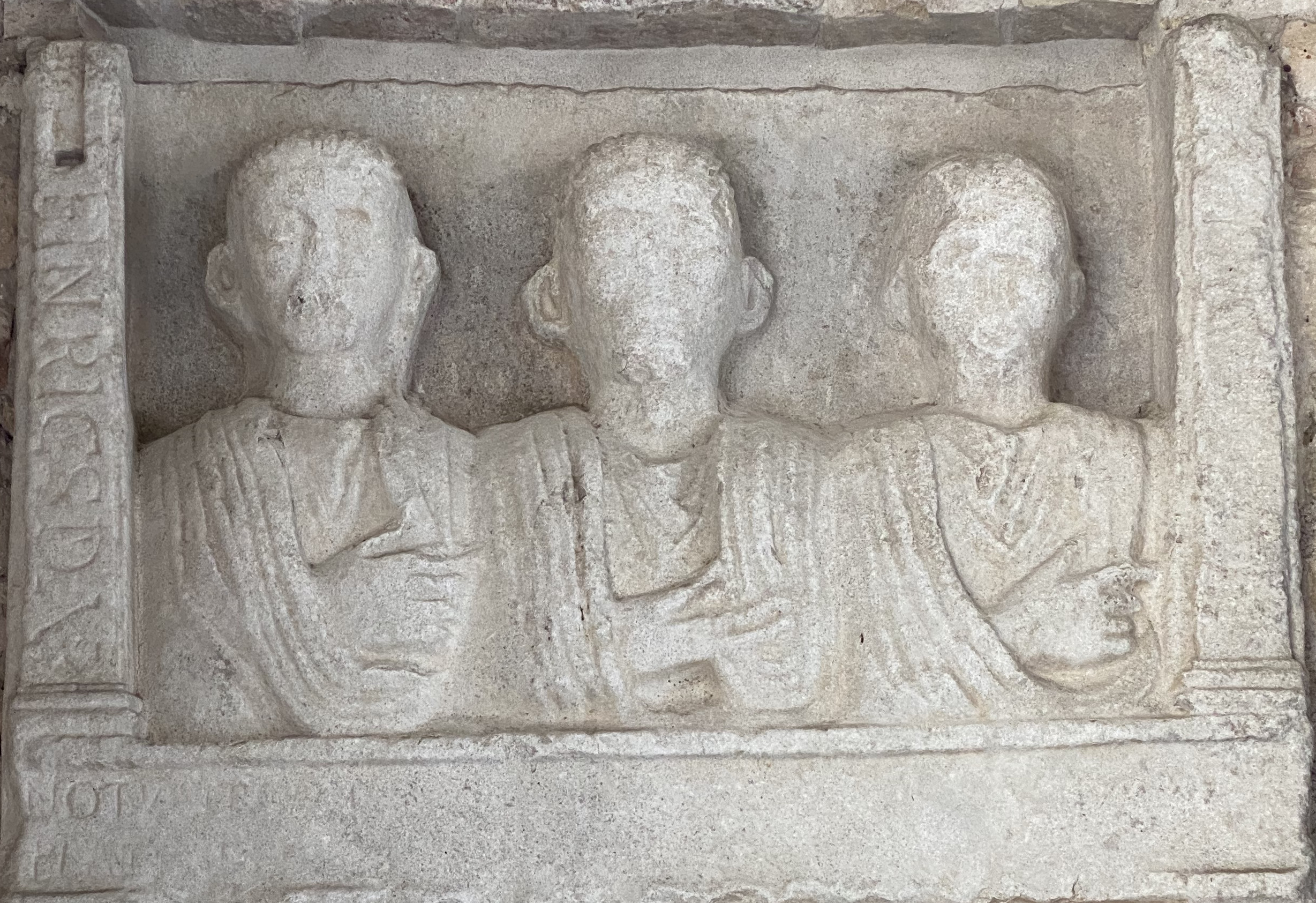
Einzig erhaltene Darstellung Herzog Heinrich III. (Mitte) in der Vorhalle der Basilika von Aquileia

Heinrich III. von Kärnten (* um 1050; † 4. Dezember 1122) aus dem Adelsgeschlecht der Eppensteiner war Graf von Eppenstein, von 1077 bis 1093 Markgraf von Krain, von 1077 bis 1093 Markgraf von Friaul, von 1077 (1086?) bis 1093 Markgraf von Istrien, von 1090 bis 1122 Herzog von Kärnten und Markgraf von Verona, von 1076 (1090?) bis 1101/02 Vogt von Aquileia sowie Vogt von Moosburg. Er war Stifter des vor 1076 gegründeten eppensteinischen Familienklosters St. Lambrecht.
Heinrich war der letzte in Kärnten regierende Eppensteiner.

## Leben
Heinrich war der dritte Sohn Markwarts IV. von Eppenstein und der Liutbirg von Plain, Tochter von Graf Liutold II.
Als 1090 sein Bruder Liutold kinderlos gestorben war, wurde er von Kaiser Heinrich IV. mit dem Herzogtum Kärnten betraut. Wegen der schleichenden Entfremdung Liutolds gegenüber dem Kaiser in den letzten Jahren musste Heinrich III. aber etliche Dämpfer und Abstriche hinnehmen: Der Kaiser verhinderte es nicht, dass die eher papsttreuen Spanheimer 1091 die Gründung ihres Familienstifts St. Paul im Lavanttal abschließen konnten, wogegen für das Eppensteiner Familienstift St. Lambrecht, das für die Festigung der eppensteinschen Herrschaft als geistiges Zentrum äußerst wichtig war, noch etliche politische Hürden zu nehmen waren – die St. Lambrechter Gründung sollte erst 1103 (Installation des Reform-Abtes Hartmann) bzw. 1109 (päpstliche Bestätigung durch Paschalis II.) und 1114 (kaiserliche Bestätigung durch Heinrich V.) abgeschlossen sein. 
Außerdem kam die Mark Krain an Aquileia (1093), die Vogtei Aquileia musste Heinrich abtreten (1093, aber eher erst 1101/02) und Istrien bekam einen neuen Markgrafen (1093).
1097 halfen Herzog Heinrich III. und sein Bruder Ulrich, Patriarch von Aquileia, Herzog Welf bei der Sicherstellung seines lombardischen Erbes. 
1103 stiftete Heinrich dem Kloster in St. Lambrecht unzähligen Grundbesitz und ging als dessen Stifter in die Geschichte ein. Die Besitzungen umfassten Gebiete um Mariazell, Aflenz, Veitsch, Piber, Graz, St. Lambrecht und im Murtal. Heinrich legte den Grundstein für die weitere Entwicklung und bedeutende Stellung des Klosters in der Steiermark und Österreich.
1105 stellte er sich auf die Seite Heinrichs V. und zog mit ihm 1108 gegen die Ungarn und 1110/11 zur Kaiserkrönung nach Italien.
1122, ein Jahr nach dem Tod seines Bruders Ulrich, starb auch Heinrich; mit ihm erlosch das Geschlecht der Eppensteiner, die Besitzungen vom Semmering bis zum Tagliamento ihr Eigen nannten. Er ist in der Stiftergruft des Familienklosters St. Lambrecht bestattet.
Heinrichs Nachfolger als Kärntner Herzog wurde sein Spanheimer Taufpatenkind Heinrich IV., seine reichen Besitzungen erbten das Stift St. Lambrecht und die Traungauer Markgrafen der Kärntner Mark.

## Ehen und Nachkommen
Heinrich III. war dreimal verheiratet:
1. ⚭ etwa 1075: Beatrix († an einem 24. Februar), unbekannter Herkunft
2. ⚭ nach 1096: Liutgard († an einem 21. Juli), unbekannter Herkunft
3. ⚭ nach 1103: Sophie († 2. Mai 1154), Tochter des Markgrafen Leopold II. aus dem Geschlecht der Babenberger und der Ida von Österreich

Alle drei Ehen blieben kinderlos.